# Martinvast
Martinvast település Franciaországban, Manche megyében. Lakosainak száma 1340 fő (2022. január 1.). Martinvast Cherbourg-en-Cotentin, Hardinvast, Sideville és Tollevast községekkel határos.

## Népesség
A település népességének változása:
| Lakosok száma | 820  | 888  | 1016 | 1151 | 1228 | 1248 | 1266 | 1305 | 1325 | 1340 |
|               | 1968 | 1982 | 1990 | 2006 | 2013 | 2015 | 2017 | 2019 | 2020 | 2022 |